# Saba Qom Football Club
Maillots
Le Saba Battery Qom Football Club (en persan : باشگاه فوتبال صبای قم), plus couramment abrégé en Saba Qom, est un ancien club iranien de football fondé en 1974 et disparu en 2018, et basé dans la ville de Qom (il était jusqu'en 2007 basé à Téhéran, la capitale du pays).

## Histoire
Le club évolue pendant dix saisons consécutives en première division, entre 2004 et 2014. Il réalise sa meilleure performance en première division lors de la saison 2007-2008, où il se classe 3e du championnat, avec treize victoires, treize nuls et huit défaites.

## Palmarès
| \| - Coupe d'Iran (1) : - Vainqueur : 2004-2005. - Finaliste : 2006-2007. - Championnat d'Iran de deuxième division (1) : - Champion : 2003-2004. \| \| - Supercoupe d'Iran (1) : - Vainqueur : 2005. \| |  |                                               |
| - Coupe d'Iran (1) : - Vainqueur : 2004-2005. - Finaliste : 2006-2007. - Championnat d'Iran de deuxième division (1) : - Champion : 2003-2004.                                                           |  | - Supercoupe d'Iran (1) : - Vainqueur : 2005. |

## Personnalités du club

### Présidents
- Mohammadreza Keshvarifard

### Entraîneurs
| - Parviz Mazloomi (2002 - 2004) - Milan Živadinović (2004 - 2005) - Majid Jalali (2005) - Mohammad Hossein Ziaei (2005 - 2006) - Farhad Kazemi (2006) - Mohammad Hossein Ziaei (2006 - 2008) - Yahya Golmohammadi (2008) - Firouz Karimi (2008 - 2009) - Mohammad Hossein Ziaei (2009) | - Rasoul Korbekandi (2009 - 2010) - Mahmoud Yavari (2010) - Abdollah Veisi (2010 - 2012) - Yahya Golmohammadi (2012) - Samad Marfavi (2012 - ?) - Mehdi Tartar (2014 - ?) - Ali Daei (2015 - 2016) - Mohammad Ali Falahdar (? - 2018) |

## Galerie

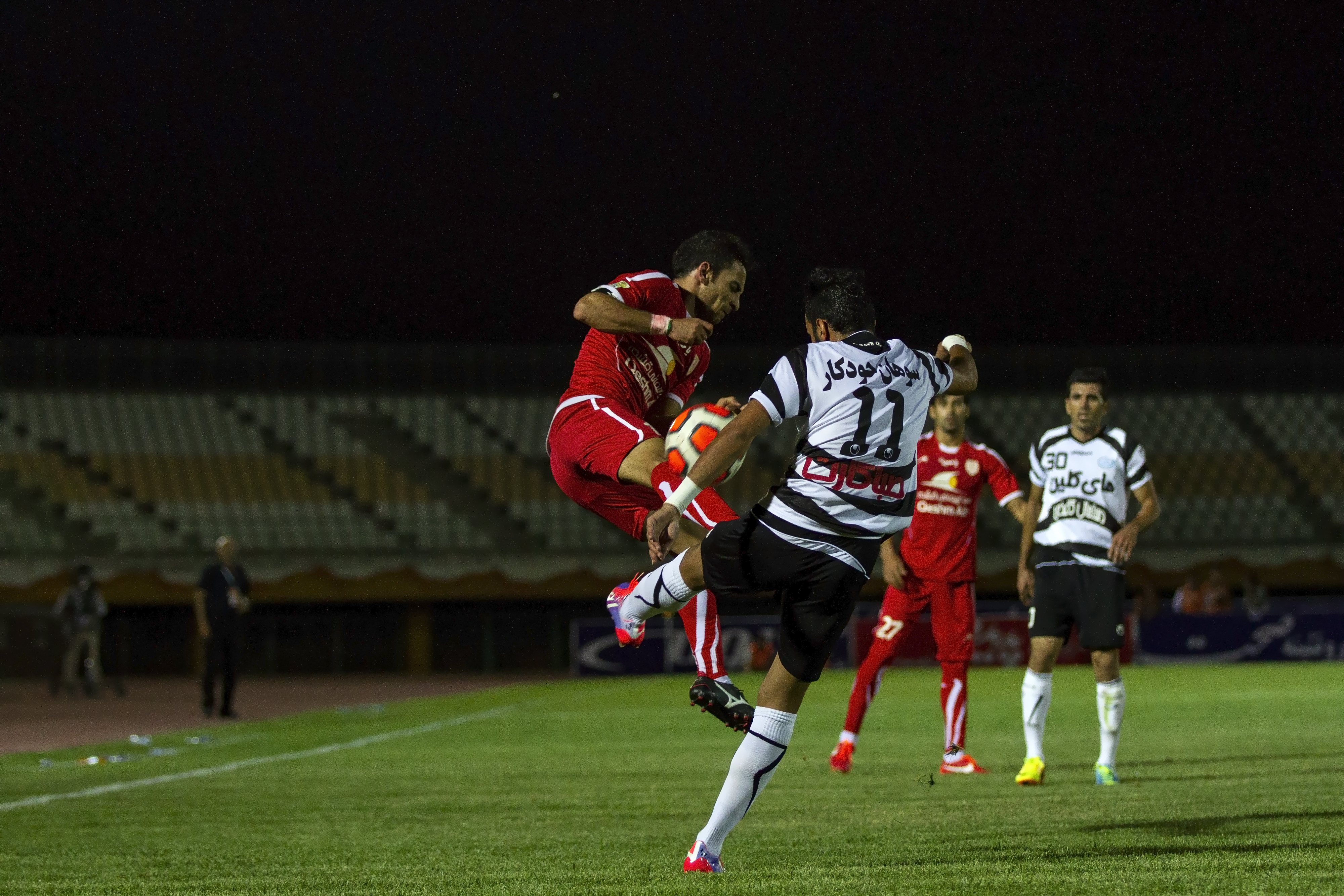
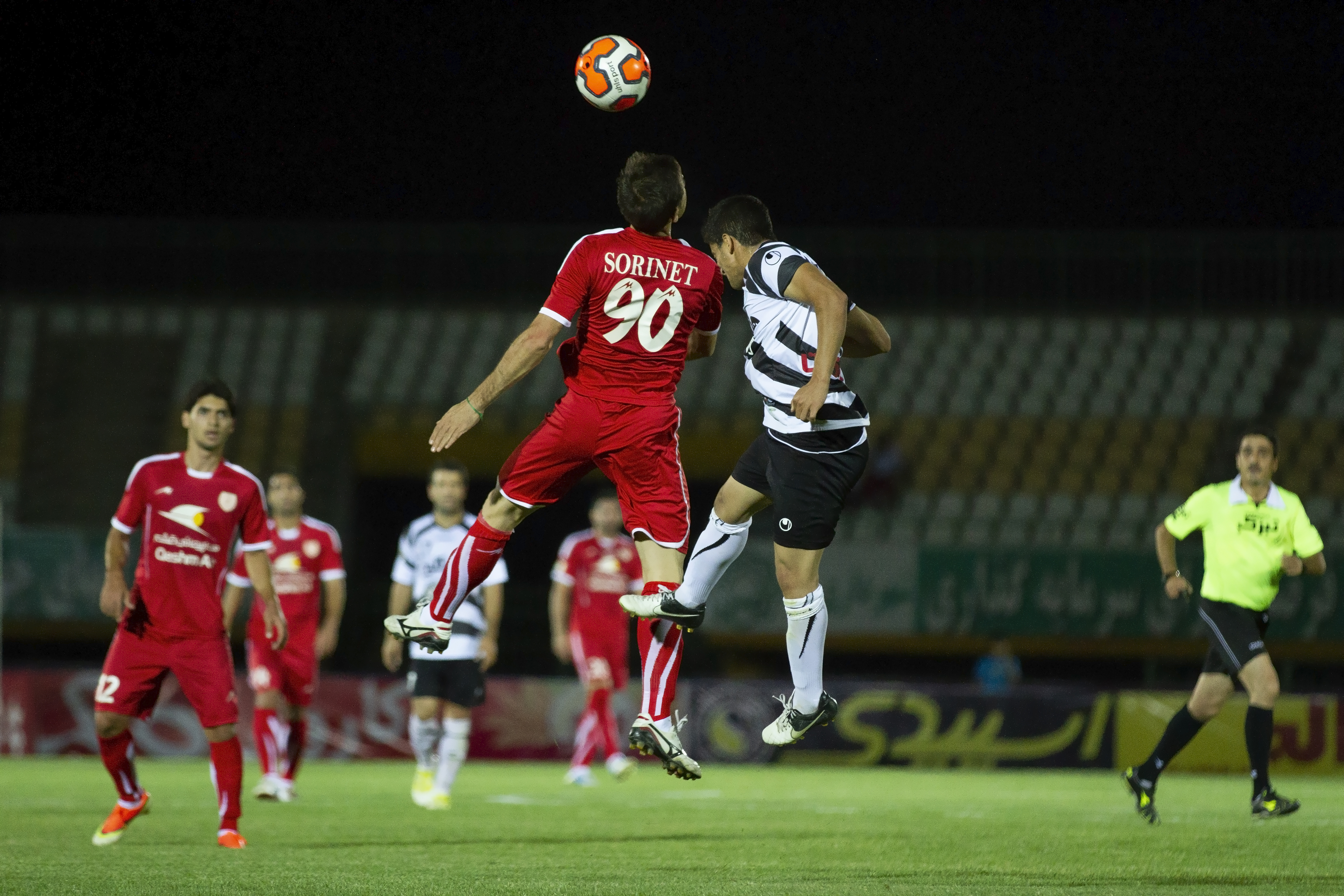
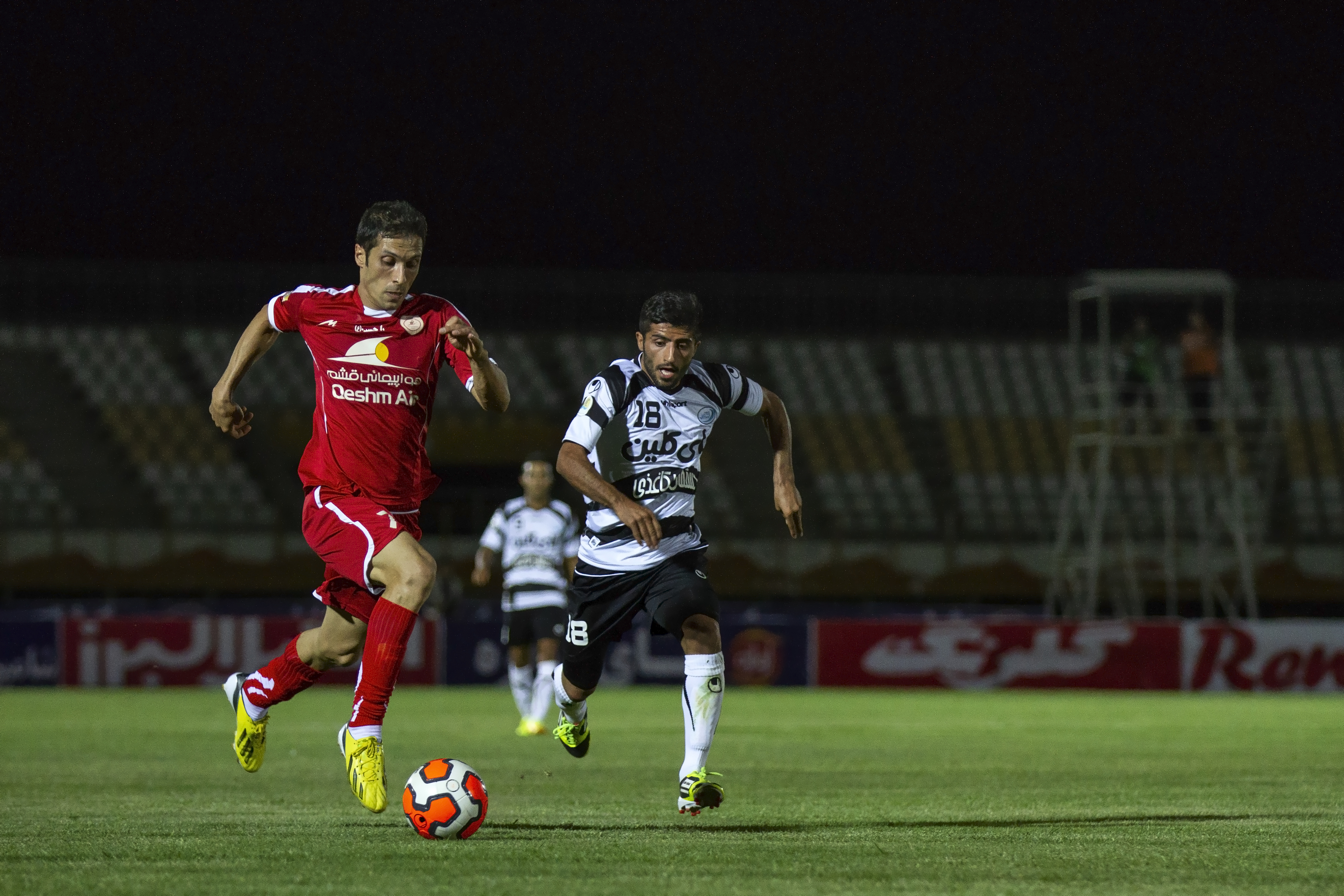
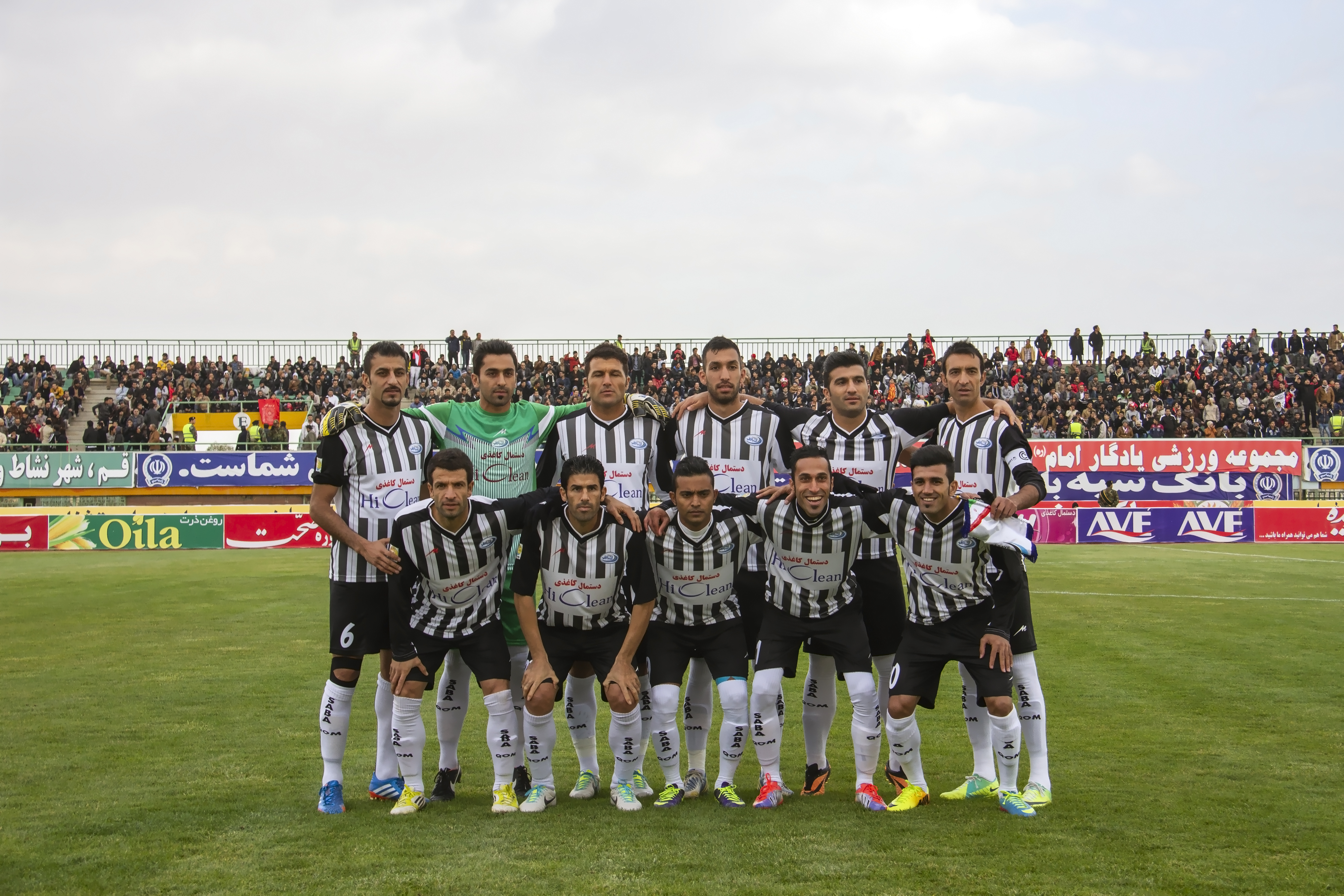
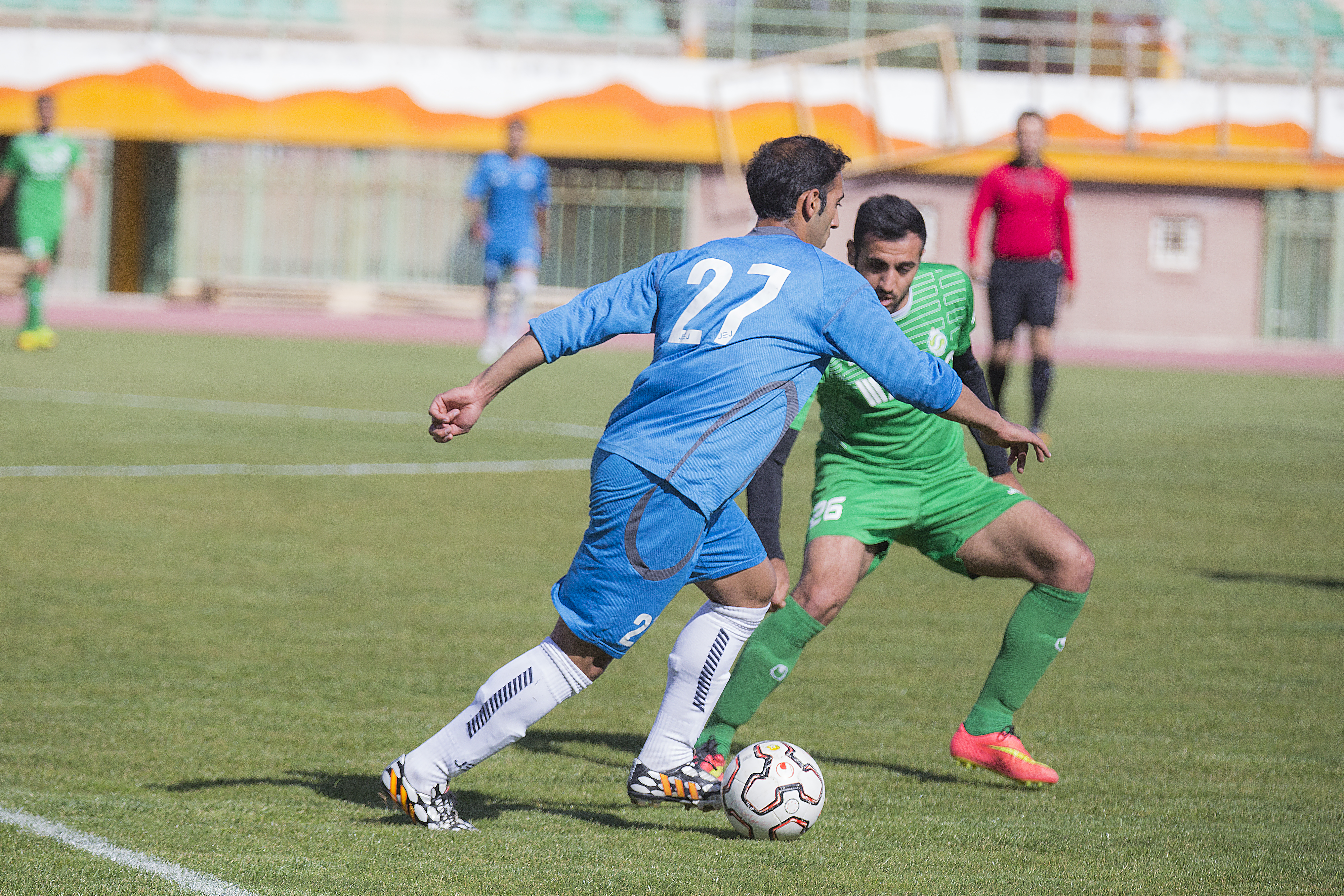
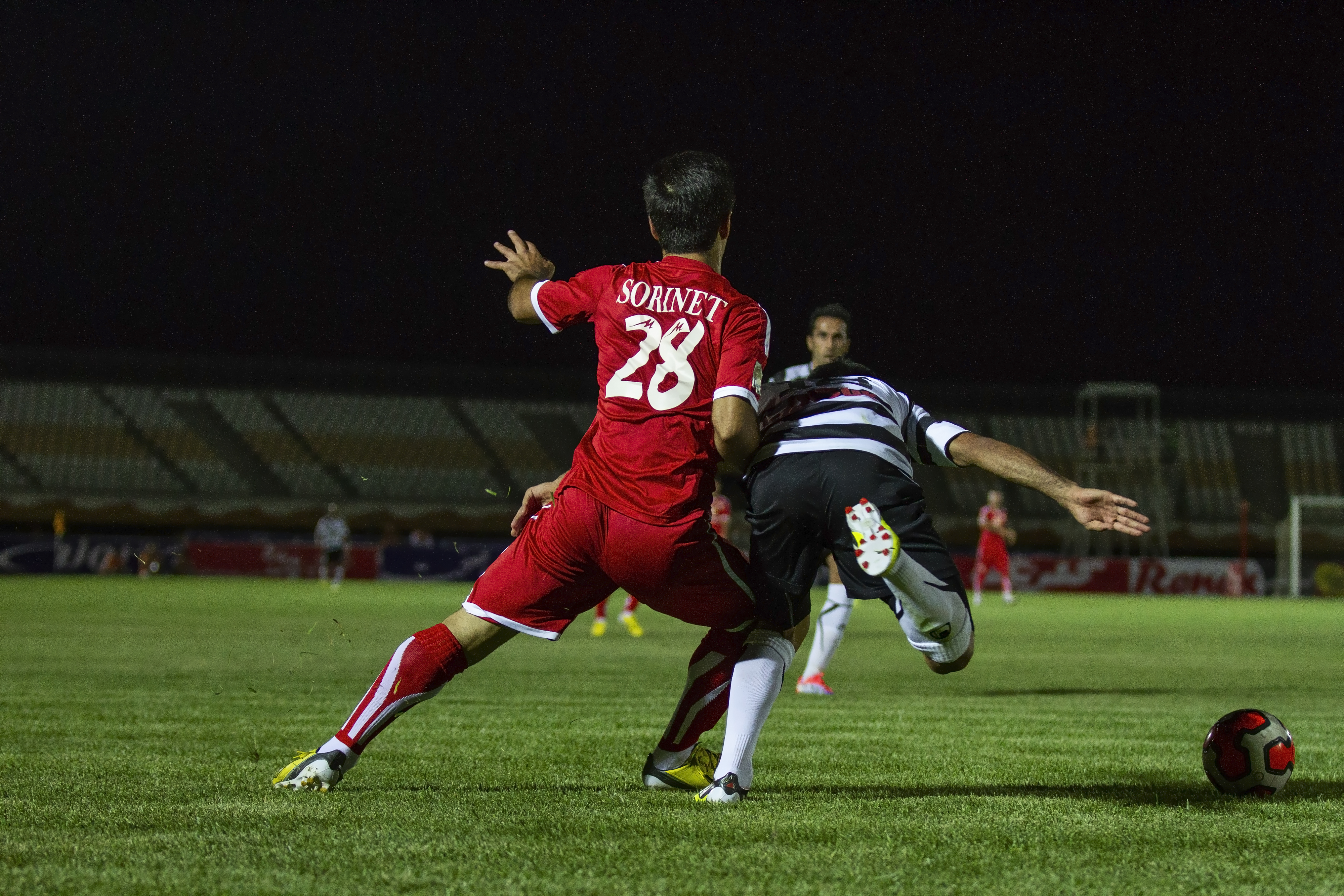
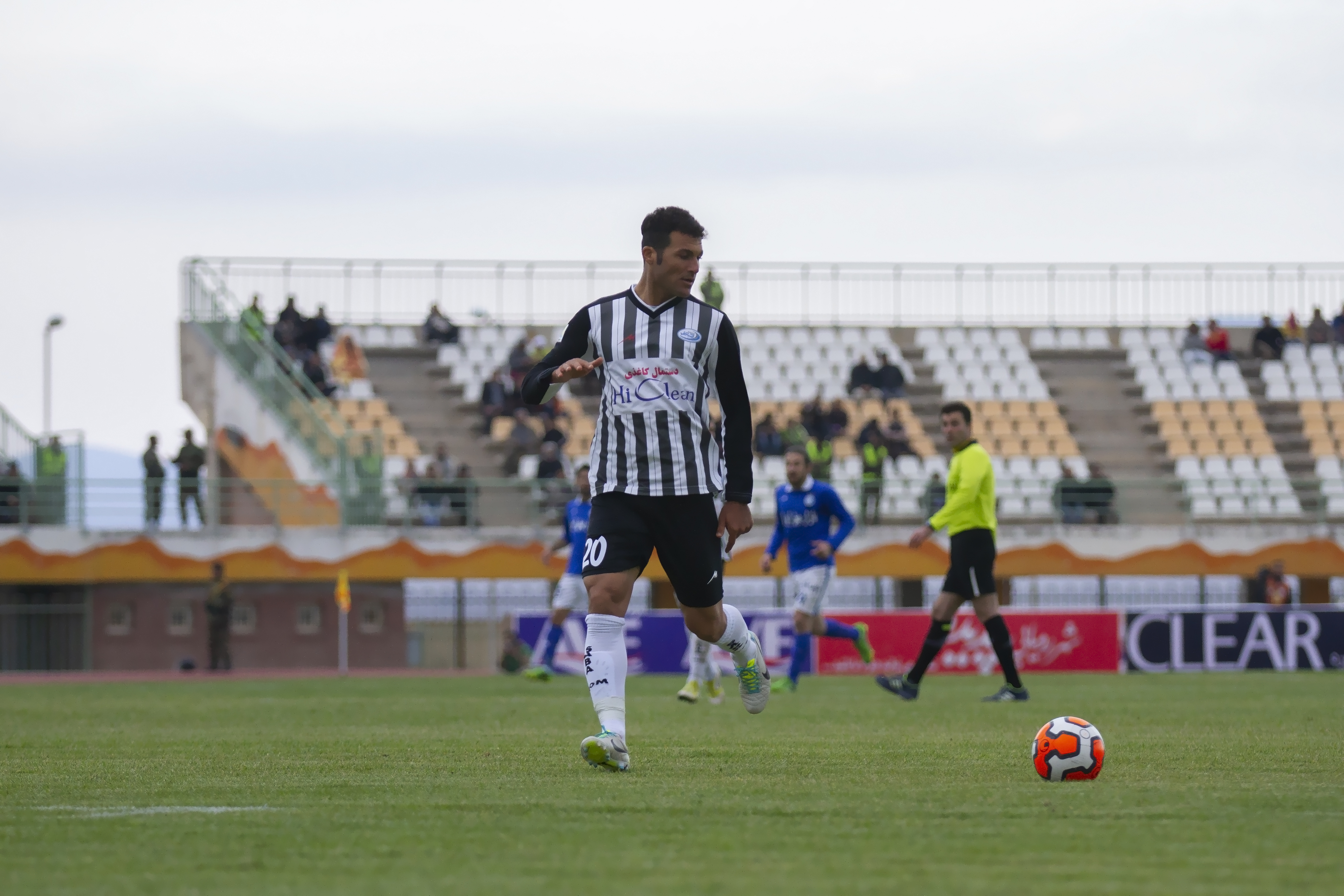

### Anciens joueurs
- Ali Daei
- Yahya Golmohammadi